# Burnout Paradise
Burnout Paradise è un videogioco di guida, sesto capitolo della serie di videogiochi Burnout, sviluppato dalla Criterion e pubblicato da Electronic Arts nel 2008 per PlayStation 3 e Xbox 360. Su PC è uscito a febbraio del 2009.
Nel gioco si corre per le strade di Paradise City, sui tetti e nei parcheggi della città dove i giocatori possono competere in diversi tipi di sfide. La colonna sonora include Paradise City dei Guns N' Roses.

## Modalità di gioco

Una scena del gameplay

Durante il gioco è possibile esplorare liberamente la città, causare degli incidenti, compiere degli enormi salti, distruggere cartelloni pubblicitari, entrare in collisione per attivare la modalità Spettacolo, riuscire a compiere un Takedown Signature, in cui si potrà scattare una foto della vittima e del Takedown con il PlayStation Eye o la Xbox Live Vision.
Si può entrare in azione quando si desidera semplicemente raggiungendo un incrocio con semaforo e sgommare per iniziare una sfida.
I tipi di competizione sono: le gare classiche, dove vince chi arriva per primo al traguardo; la Furia Stradale, dove lo scopo è infliggere un determinato numero di takedown, che aumenta con il progredire del gioco; la modalità Stunt, dove lo scopo è accumulare un determinato numero di punti eseguendo acrobazie, di cui avvitamenti, supersalti, tempo in aria e sfondamento di cartelloni; Uomo nel mirino, in cui bisogna raggiungere il traguardo senza venire distrutti e la sfida Strada Rovente, il classico tempo record da luogo a luogo che cambia a seconda dell'auto che si guida per cercare di ottenere una versione modificata di questa.
Sono state apportate varie modifiche alla filosofia della serie: ad esempio, adesso ci sono molte più scorciatoie che in passato. Progredendo nel gioco, si devono infrangere tutte le regole del codice della strada. Inoltre per ogni strada si possono battere alcune sfide come quella "spettacolo" (bisogna cioè causare una certa quantità di danni nella suddetta modalità) o quella "a tempo" (ovvero percorrere quella strada nel minor tempo possibile).

### Multiplayer
Il gioco gestisce il multiplayer online, e questa funzione è disponibile per PlayStation 3, per PC e per Xbox 360 dotata di disco rigido. La casa produttrice del gioco ha dichiarato che la richiesta del disco rigido si è resa necessaria per non privare il giocatore della possibilità di scaricare contenuti aggiuntivi e della possibilità di esplorare un mondo aperto.

## Distribuzione
La data di uscita del gioco è stata ufficializzata sulle console di nuova generazione il 24 gennaio 2008 nel Nord America.
La demo del gioco è stata pubblicata il 13 dicembre, sia per PlayStation 3 che per Xbox 360. Electronic Arts ha messo in commercio il gioco in Europa il 25 gennaio 2008.
Il 9 maggio 2008 EA ha annunciato la versione Microsoft Windows di Burnout Paradise, con miglioramenti e opzioni multiplayer aggiuntive rispetto alle controparti console; è uscita il 5 febbraio 2009.
Nel corso degli anni furono pubblicati svariati aggiornamenti gratuiti per migliorare ulteriormente le prestazioni ed aggiungere nuovi contenuti, mentre la prima espansione a pagamento fu quella denominata Big Surf Beach, la quale introduceva gli spazi ed i luoghi di un'isola, dove si poteva sempre gareggiare per ottenere nuovi trofei inediti.
Dal 1º giugno 2011 il gioco completo è stato reso disponibile gratuitamente agli abbonati del PlayStation Plus.

## Burnout Paradise: The Ultimate Box
Uscito un anno dopo rispetto al gioco base, Burnout Paradise: The Ultimate Box è una versione speciale di Burnout Paradise, uscita per PS3, Xbox 360 e PC. Oltre al gioco base sono comprese tre espansioni: Bikes, Cagney e Party.
È stato annunciato l'accordo tra Microsoft e Criterion Games di portare Burnout Paradise e Burnout Paradise: The Ultimate Box su Xbox One grazie alla retrocompatibilità.

## Burnout Paradise Remastered
Una versione rimasterizzata di Burnout Paradise è stata pubblicata per le console PlayStation 4 e Xbox One il 16 marzo 2018; una versione per Windows è stata rilasciata per gli abbonati a Origin Access il 16 agosto e il 21 agosto tramite la piattaforma Origin.
La remastered contiene tutti i contenuti scaricabili precedentemente rilasciati, ad eccezione del Time Savers Pack (un pacchetto DLC che sblocca tutti i veicoli nel gioco senza la necessità di progredire attraverso il single-player) e il supporto per i monitor ad alta risoluzione (risoluzioni fino a 4K) con supporto per 60 fotogrammi al secondo. Una versione per Nintendo Switch è stata pubblicata il 19 giugno 2020. A differenza dell'originale, la versione rimasterizzata non ha pubblicità in-game reali e viene invece sostituita da pubblicità fittizie.

## Accoglienza
| Testata                   | Versione      | Giudizio |
| ------------------------- | ------------- | -------- |
| PSM3                      | PS3           | 89/100   |
| Official Xbox Magazine UK | X360          | 8/10     |
| Eurogamer                 | PS3, X360, PC | 8/10     |
| IGN                       | PS3, X360, PC | 88/100   |
| Game Informer             | PS3           | 9.25/10  |
| GameSpot                  | PS3           | 9/10     |
| GameSpot                  | X360          | 9/10     |
| GameSpot                  | PC            | 9/10     |
| X-Play                    | PS3, X360, PC | 4/5      |
| Play Generation           | PS3           | 94/100   |

La rivista Play Generation diede all'edizione The Ultimate Box per PlayStation 3 un punteggio di 94/100, apprezzando l'ottimo gioco a un prezzo stracciato e con molte preziose aggiunte e come contro alcune scelte cromatiche piuttosto discutibili, finendo per consigliarlo fortemente per il prezzo budget e le ulteriori migliorie, tranne per chi già possedesse la versione originale.